# Leonie Märtens
Leonie Märtens (* 8. März 2004 in Magdeburg) ist eine deutsche Schwimmerin.

## Karriere
Leonie Märtens schwimmt wie ihr Bruder Lukas Märtens für den SC Magdeburg. Sie war 2021 Deutsche Meisterin über 400 Meter Freistil, 2023 wurde sie Zweite hinter ihrer Vereinskameradin Isabel Gose. Über 800 Meter Freistil siegte Gose 2022 vor Märtens, 2023 gewann Märtens vor Celine Rieder. Über 1500 Meter Freistil war Märtens 2021 erfolgreich und wurde 2023 Zweite hinter Gose.
Bei den Junioreneuropameisterschaften 2021 belegte Leonie Märtens sowohl über 800 Meter als auch über 1500 Meter Freistil den sechsten Platz. 2023 nahm sie an den U23-Europameisterschaften teil. Sie gewann hinter Isabel Gose Silber über 400 und 800 Meter Freistil und wurde Vierte über 1500 Meter.
Bei den Olympischen Spielen 2024 in Paris qualifizierte sie sich über 1500 Meter Freistil für das Finale und wurde Achte.